# Jakub Stefano
Jakub Bandoch (n. 23 de marzo de 1985), también conocido como Jakub Stefano, es un modelo y entrenador de fitness checo.

## Biografía
Nació el 23 de marzo de 1985 en Brno (Moravia meridional, República Checa). A la edad de 6 años, su familia se mudó a un poblado pequeño a las afueras de Brno, donde asistiría a la escuela primaria. Más tarde, a los 15, fue a la preparatoria, para luego mudarse y vivir de manera independiente en Brno. Ahí estudió en la Masaryk University a la vez que trabajaba para pagarse los estudios.

## Carrera
En 2005 comenzó en el mundo del modelaje, cuando ganó el concurso Man of the Year en Brno; esto le trajo algunas ofertas para modelar en pasarelas y la participación en el concurso nacional Man of the Year llegando a ser finalista en 2006. Después trabajó como modelo para Bruno Banani Underwear (2006), en la campaña del gimnasio checo Big 1 Fitness (2008), así como para la campaña publicitaria de la marca Aca Joe en Acapulco, México (2008).